# Niels-Henning Ørsted Pedersen
Niels-Henning Ørsted Pedersen (Osted, 27 de maio de 1946 – Ishøj, 19 de abril de 2005), também conhecido por seu apelido abreviado NHØP, foi um virtuoso contrabaixista de jazz dinamarquês.
Músico reconhecido por sua impressionante técnica, NHØP era um solista de grande virtuosismo, conhecido sobretudo pela sua técnica de tocar com três dedos da mão direita. Sua abordagem instrumental pode ser vista como uma extensão do trabalho inovador de Scott LaFaro.
Em 1981, ele foi premiado como Melhor Baixista do Ano pela DownBeat Critics' Poll.
Ele foi premiado com o Nordic Council Music Prize em 1991. Esta foi a primeira vez que este prêmio de composição foi atribuído a um músico intérprete, e isso se deve ao seu grande prestígio internacional. Ele foi presumivelmente o instrumentista dinamarquês mais procurado internacionalmente, e viajou e gravou com uma série dos maiores solistas de jazz internacionalmente.
NHØP morreu de insuficiência cardíaca em 2005, aos 58 anos, em Copenhague.

## Prêmios e indicações
- 1974: Grammy Award. Best Jazz Performance by a Group, The Trio - Oscar Peterson, Joe Pass and Niels-Henning Ørsted Pedersen
- 1981: Melhor Baixista do ano pela Downbeat Critics' Poll[4]
- 1991: Nordic Council Music Prize
- 1999: Prêmio Paul Acket Artesão Honorário (1999)
- 1987: Prêmio Niels